# Adam Ounas
Adam Ounas (Chambray-lès-Tours, 11 november 1996) is een Frans-Algerijnse voetballer die doorgaans als aanvallende middenvelder speelt. Hij tekende in juli 2017 bij Napoli, dat hem overnam van Girondins Bordeaux. Tijdens het seizoen 2020/21 wordt hij verhuurd aan Cagliari. Ounas debuteerde in 2017 in het Algerijns voetbalelftal.

## Clubcarrière
Ounas tekende in april 2013 een eenjarig contract bij Girondins Bordeaux, dat in april 2014 met twee jaar verlengd werd. Op 4 oktober 2015 maakte hij zijn opwachting in het eerste elftal in de competitiewedstrijd tegen FC Lorient. Hij viel na 72 minuten in voor Diego Rolán en maakte in de 89e minut zijn eerste competitietreffer. Op 22 oktober 2015 maakte de offensief ingestelde middenvelder zijn Europese debuut tegen FC Sion. Drie dagen later maakte Ounas het enige doelpunt in een competitieduel tegen Troyes AC. In 2017 werd hij gecontracteerd door SSC Napoli, dat hem in 2019 verhuurde aan OGC Nice en in 2020 aan Cagliari Calcio.

## Clubstatistieken
| Seizoen | Club               | Competitie | Competitie | Competitie | Beker | Beker | Internationaal | Internationaal | Totaal | Totaal |
| Seizoen | Club               | Competitie | Wed.       | Dlp.       | Wed.  | Dlp.  | Wed.           | Dlp.           | Wed.   | Dlp.   |
| ------- | ------------------ | ---------- | ---------- | ---------- | ----- | ----- | -------------- | -------------- | ------ | ------ |
| 2015/16 | Girondins Bordeaux | Ligue 1    | 23         | 5          | 5     | 1     | 2              | 0              | 30     | 6      |
| 2016/17 | Girondins Bordeaux | Ligue 1    | 26         | 3          | 4     | 1     | —              | —              | 30     | 4      |
| 2017/18 | Napoli             | Serie A    | 7          | 0          | 2     | 0     | 4              | 1              | 13     | 1      |
| 2018/19 | Napoli             | Serie A    | 18         | 3          | 2     | 0     | 6              | 1              | 26     | 4      |
| 2019/20 | → OGC Nice         | Ligue 1    | 0          | 0          | 0     | 0     | —              | —              | 0      | 0      |
| Totaal  | Totaal             | Totaal     | 0          | 0          | 0     | 0     | 0              | 0              | 0      | 0      |

Bijgewerkt op 30 augustus 2019

## Interlandcarrière
Ounas debuteerde op 5 september 2017 in het Algerijns voetbalelftal, in een met 0–1 verloren kwalificatiewedstrijd voor het WK 2018 thuis tegen Gambia. Hij maakte een jaar later deel uit van de Algerijnse ploeg die het Afrikaans kampioenschap 2019 won.

## Erelijst
| Afrikaans kampioen | 1x | 2019 |